# Magnaporthe grisea
Espèce
Synonymes
- Magnaporthe oryzae
- Ceratosphaeria grisea T.T. Hebert, (1971)
- Dactylaria grisea (Cooke) Shirai, (1910)
- Dactylaria oryzae (Cavara) Sawada, (1917)
- Phragmoporthe grisea (T.T. Hebert) M. Monod, (1983)
- Pyricularia grisea Sacc., (1880) (anamorphe)
- Pyricularia grisea (Cooke) Sacc., (1880)
- Pyricularia oryzae Cavara, (1891)
- Trichothecium griseum Cooke,
- Trichothecium griseum Speg., (1882)

Magnaporthe grisea est une espèce de champignons magnaporthes, ascomycètes hétérothalliques et haploïdes de la famille des Magnaporthaceae.
C'est le premier pathogène des monocultures intensives de riz dont il nécrose la tige au niveau des épis.

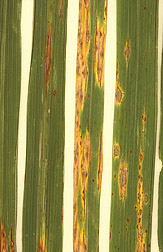
Lésions sur des feuilles de riz infectées par M. grisea

La pyriculariose, nom donné à cette maladie est responsable de pertes atteignant souvent 20 % de la récolte, voire 100 % dans les zones humides et fraiches (ex : Yunnan Chine).
Il attaque aussi d'autres Poaceae, le blé, le seigle, l'orge et le millet.
D’un point de vue économique M. grisea cause d’importantes pertes chaque année ; on estime qu’en une année, il détruit une quantité de riz pouvant nourrir plus de 60 millions de personnes. Ce champignon est présent dans quelque 85 pays. Il est parfois utilisé comme organisme modèle dans l'étude des champignons phytopathogènes.

## Biologie et Pathologie
M. grisea est un champignon ascomycète. C'est un redoutable agent pathogène des plantes, capable de se reproduire aussi bien de façon sexuée qu'asexuée pour développer des structures spécialisées dans l’infection connue sous le nom d’appressorium qui infectent les tissus aériens et les hyphes.
En 2004, il a été montré qu’en plus d'infecter les plantes par les feuilles, M.grisea peut aussi  infecter les racines. de la plante. Le mode d'infection de la racine est semblable à celui de la plupart des champignons : il développe de longs hyphes qui forment un tapis pour pénétrer à l'intérieur de la racine. Une fois entré dans la racine, le champignon peut produire des structures de latence. Ce champignon peut aussi envahir le système vasculaire de la plante en poussant dans le xylème et le phloème et en bloquant le transport des éléments nutritifs et de l'eau des racines, produisant ainsi des lésions sur les parties aériennes des plantes.
L'infection des racines et des tissus vasculaires peut tuer les plantes en empêchant l'approvisionnement en eau et en nutriments.
Les souches du champignon peuvent infecter en plus du riz, d'autres graminées comme l'orge, le blé, le seigle, le mil, certaines herbes et le gazon. Ainsi, même lorsque les récoltes sont brûlées pour détruire les infections, de l'herbe ou des mauvaises herbes peuvent jouer le rôle de réservoir de la maladie. La maladie peut porter des noms différents selon la culture infectés.

### Systématique
- Nom actuel: Pyricularia grisea Cooke ex Sacc., Michelia 2(no. 6): 20 (1880)

- Synonymes :Ceratosphaeria grisea T.T. Hebert, Phytopathology 61(1): 86 (1971)

- Dactylaria grisea (Cooke ex Sacc.) Shirai, in Miyake, J. Coll. Agric. imp. Univ. Tokyo 2: 262 (1910)
- Magnaporthe grisea (T.T. Hebert) M.E. Barr, Mycologia 69(5): 954 (1977)

- Phragmoporthe grisea (T.T. Hebert) M. Monod, Beih. Sydowia 9: 153 (1983)
- Trichothecium griseum Cooke, in Ravenel, Grevillea 8(no. 45): 12 (1879)
- Trichothecium griseum (Cooke ex Sacc.) Cooke, in Ravenel, Amer. Fungi: no. 580 (1881)

### Génomique
Le riz et les Poaceae ont coévolué avec ce pathogène. Ils possèdent contre lui de nombreux gènes de résistance, mais qui pour la plupart sont spécifiques à certains variants du champignon. 
Magnaporthe grisea est le premier champignon pathogène dont le génome (11 109 gènes) a été entièrement séquencé.

## Répartition
La première description de la maladie s’est probablement faite en Chine en 1637. Il a ensuite été décrite au Japon en 1704 (référence ?) et en Italie en 1828 (référence ?). Le champignon est actuellement présent dans au moins 85 pays. En 1996, M. grisea a été trouvé en Californie et a depuis été trouvé dans l'herbe sur les terrains de golf dans le Midwest des États-Unis.

## Traitements
Le champignon a été capable de développer une résistance à des traitements chimiques et a pu surmonter la sélection génétique des plants de riz résistants. Les chercheurs espèrent que le fait d'avoir la séquence du génome du champignon rendra possible le développement de méthodes de contrôle efficaces. Par exemple, un mutant de M. grisea, incapable de produire une pénétration de la feuille perd la capacité d’infecter le riz.

## Une arme biologique
Des spores de M. grisea ont été préparées pour servir d'arme biologique contre les cultures à la fois par les États-Unis et l'URSS pendant la Seconde Guerre mondiale. Les États-Unis sont connus pour avoir étudié ce champignon pour l’utiliser contre des cultures de riz du Japon pendant la Seconde Guerre mondiale. Les "Chemical Warfare Service" américains ont collaboré avec des scientifiques canadiens et britanniques mais la guerre a pris fin avant que le projet ne soit concrétisé. Dans la mesure où les spores résistent peu aux climats chauds, le champignon n'a pas été considéré comme ayant beaucoup de potentiel comme arme biologique. Les chercheurs américains ont montré un regain d'intérêt pour M. grisea en tant qu’arme au cours des années 1960. De 1962 à 1969 des spores de M. grisea sont produites par Pfizer et expédiée à Fort Detrick. L'ensemble des stocks de M.grisea des États-Unis a été détruit au cours du processus de démilitarisation des armes biologiques, qui a été achevé en 1973.

## Techniques alternatives de lutte: pisciculture et riziculture
Une technique traditionnelle d'élevage de carpes en association avec la riziculture a fait l'objet d'études récentes, montrant qu'elle permettait d'utiliser 2/3 de pesticides en moins et 1/4 de fertilisants en moins . Les carpes permettent en effet de lutter efficacement contre Magnaporthe grisea ou d'autres parasites comme la cicadelle brune. Par ailleurs, elles permettent de réguler la quantité d'azote et ainsi de faire un moindre usage des fertilisants.